# Griffinia nocturna
Griffinia nocturna är en amaryllisväxtart som beskrevs av Pierfelice Ravenna. Griffinia nocturna ingår i släktet Griffinia och familjen amaryllisväxter. Inga underarter finns listade i Catalogue of Life.